# Lisl Richter-Perkaus
Lisl Richter-Perkaus, geb. Perkaus (* 24. Mai 1905 in Wien; † 27. Jänner 1987 in Mistelbach), war eine österreichische Leichtathletin, die in den 1920er und 1930er Jahren zu den herausragendsten Sportlerinnen ihres Landes gehörte. Sie stellte mehrere Weltrekorde und Weltbestleistungen im Kugelstoßen und Diskuswurf auf, nahm an den Olympischen Spielen 1928 teil und gewann eine Bronzemedaille bei den Frauen-Weltspielen 1930.

## Leben
Sie startete in insgesamt zehn Leichtathletikdisziplinen, neben Kugelstoßen und Diskuswurf auch im 100- und 200-Meter-Lauf, in der 4-mal-100-Meter-, der 4-mal-200-Meter- und der olympischen Staffel, im Speerwurf und im Fünfkampf. Dabei stellte sie 20 österreichische Bestleistungen auf und wurde 25-mal Österreichische Meisterin.
Lisl Richter-Perkaus gehörte den Sportvereinen FAC und Danubia an.
Mehrere ihrer Nachkommen wurden ebenfalls bekannte Persönlichkeiten des österreichischen Sports. Ihr Sohn, Professor Erwin Richter, wurde ein erfolgreicher Schwimmtrainer. Dessen Tochter, Anja Libiseller-Richter, belegte bei den Olympischen Spielen 2000 Platz vier im Wasserspringen (Disziplin: Duo-Springen).

## Erfolge im Einzelnen
- Olympische Spiele 1928: Platz 6 im Diskuswurf (33,54 m)
- Frauen-Weltspiele 1930: Platz 3 im Kugelstoßen (11,48 m)

## Rekorde und Bestleistungen
- Kugelstoßen (5-kg-Kugel):

- 9,35 m am 20. Juni 1926 in Wien (Weltbestleistung, nicht als offizieller Weltrekord registriert)
- 9,80 m am 8. August 1926 in Brno (Weltrekord)

- Diskuswurf (1,5-kg-Diskus):

- 25,65 m 1926 in Wien (Weltbestleistung, nicht als offizieller Weltrekord registriert)

- Persönliche Bestleistungen:

- Kugelstoßen: 11,22 m (1928)
- Diskuswurf: 38,78 m (1931)
- Speerwurf: 26,95 m (1924)